# Kitikmeot

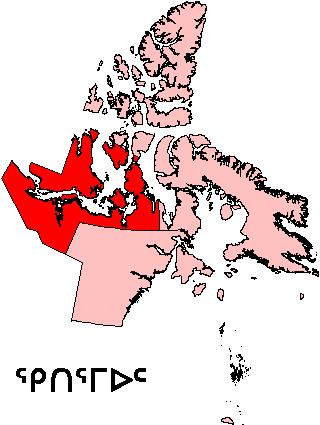
Kitikmeots läge i Nunavut.

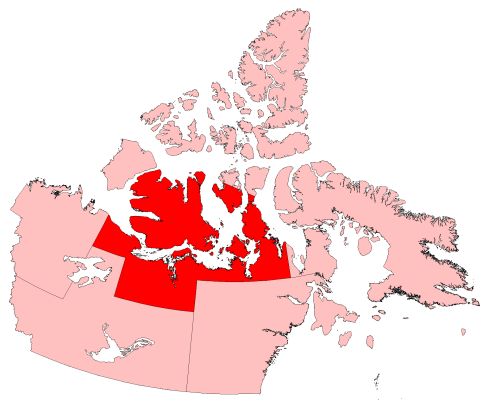
Kitikmeot när regionen tillhörde Northwest Territories.

Kitikmeot (inuktitut: Qitirmiut ᕿᑎᕐᒥᐅᑦ) är en av Nunavuts tre administrativa regioner i Kanada. Den består av de södra och östra delarna av Victoriaön, det intilliggande fastlandet österut till Boothiahalvön, King William Island samt södra delen av Prince of Wales Island. Huvudort är Cambridge Bay. Regionen hade 5 361 invånare vid folkräkningen 2006.
Innan Nunavut bildades 1999 var Kitikmeot en administrativ region i Northwest Territories, och omfattade då ett något större område.

## Samhällen
- Cambridge Bay (Iqaluktuuttiaq)
- Gjoa Haven
- Kugaaruk (Pelly Bay)
- Kugluktuk (Coppermine)
- Taloyoak (Spence Bay)
- Bathurst Inlet
- Umingmaktuuq (Bay Chimo)

Innan 1999 hörde också Holman (numera Ulukhaktok) till regionen.